# Matías Recio
Matías Recio (sinh ngày 24 tháng 1 năm 1980) là một cựu cầu thủ bóng đá người Argentina.